# NGC 7261
NGC 7261 је расејано звездано јато у сазвежђу Цефеј које се налази на NGC листи објеката дубоког неба.
Деклинација објекта је + 58° 6' 36" а ректасцензија 22h 20m 10,0s. Привидна величина (магнитуда) објекта NGC 7261 износи 8,4. NGC 7261 је још познат и под ознакама OCL 237.